# Dammkarhütte

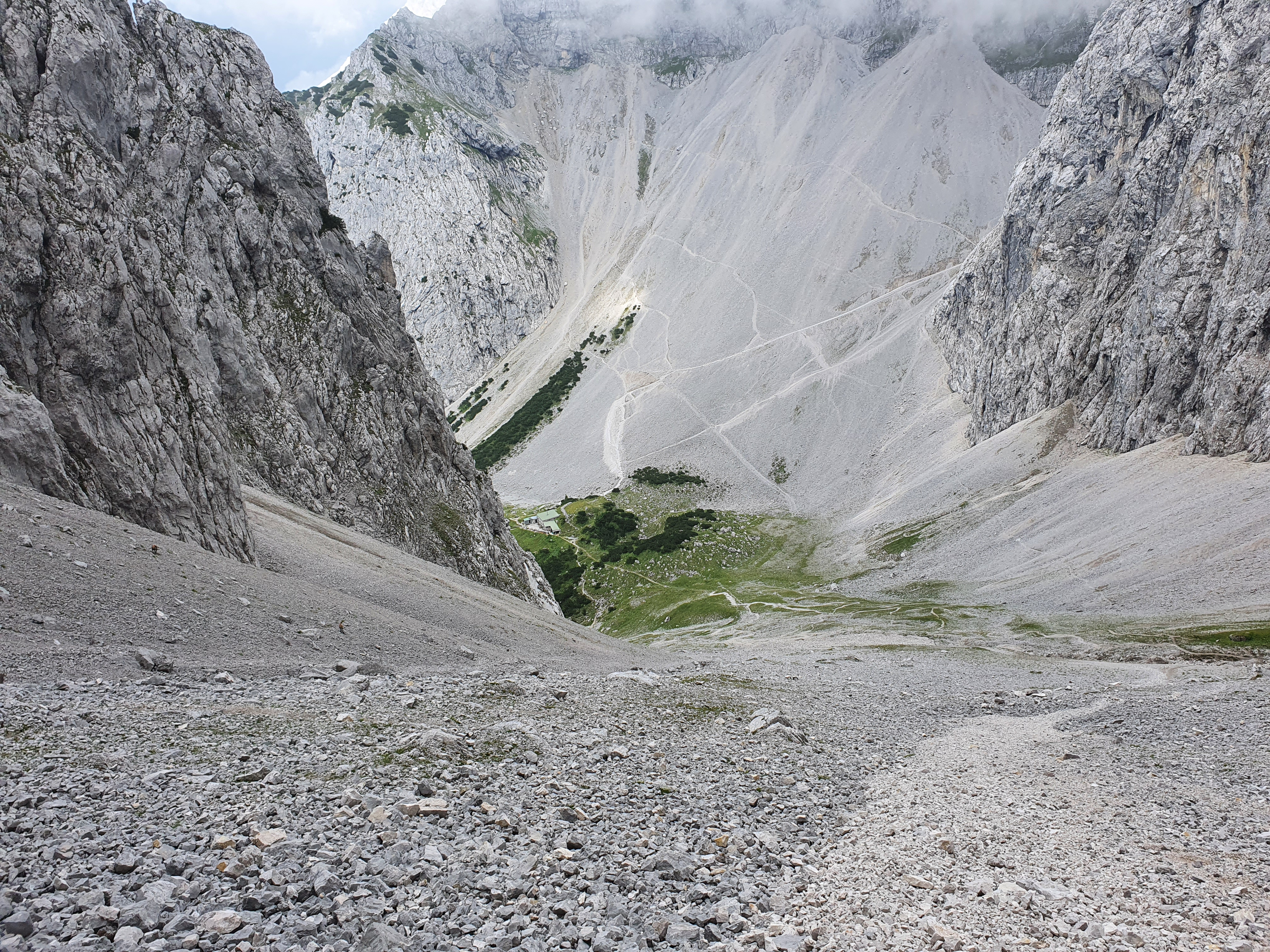
Beim Abstieg durch das vordere Dammkar.

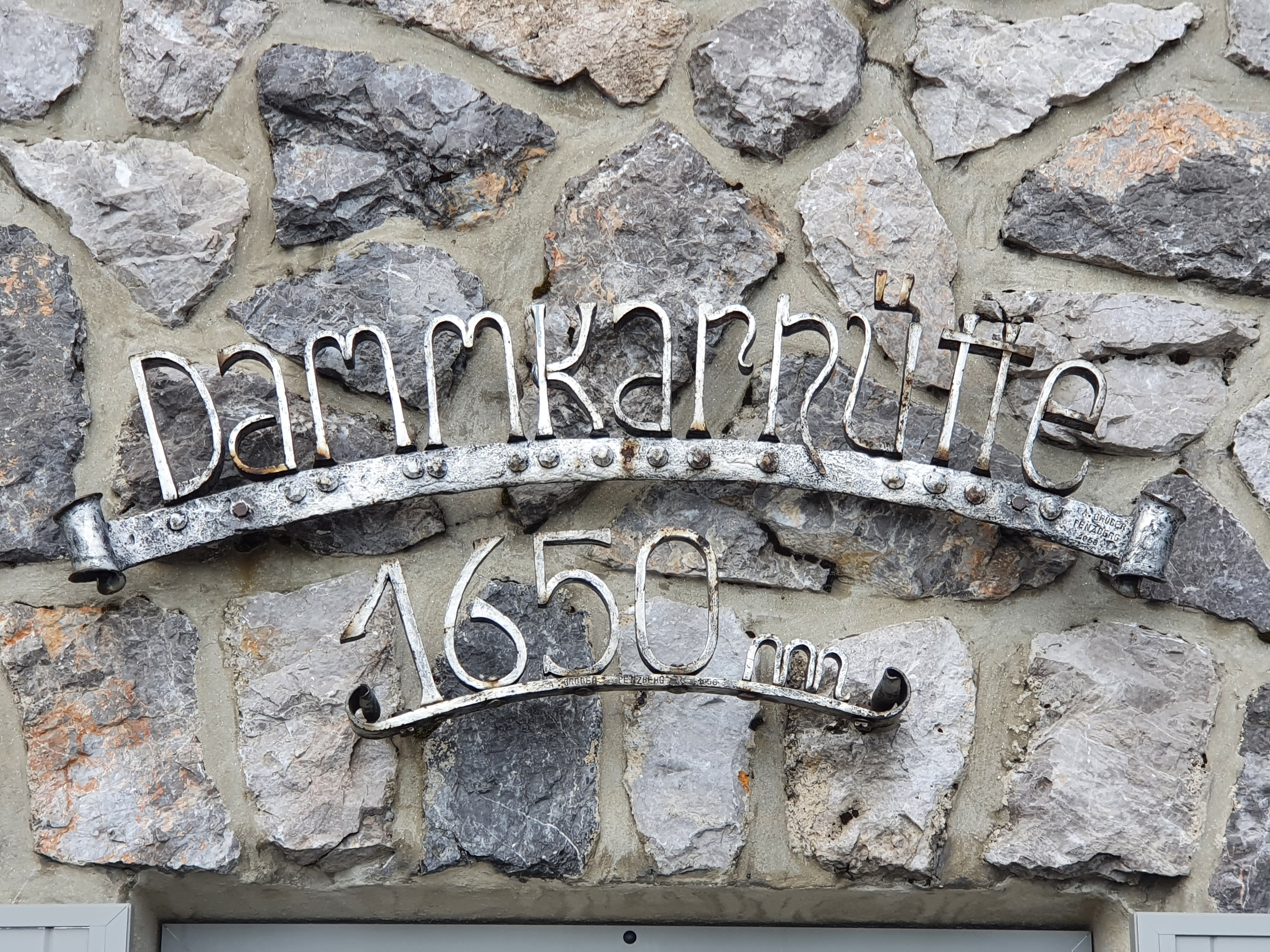

Die Dammkarhütte ist eine private Schutzhütte im Karwendel-Gebirge in Bayern, Deutschland.

## Lage
Die Hütte auf 1650 m ü. NHN steht im Dammkar im Karwendel-Gebirge zwischen den Wänden der Kreuzwand und des Predigtstuhls.

## Geschichte
Die 1951 eingeweihte Hütte erhielt 1978 eine Material-Seilbahn und wurde 2005 um einen separaten Waschraum und 2017 um eine neue Kläranlage ergänzt. Die Hütte ist während der Wintermonate geschlossen, da kein Winterraum vorhanden ist.

## Zugänge
- Von der Talstation der Karwendelseilbahn in Mittenwald übers Bankerl, 2 h
- Von der Talstation der Karwendelbahn in Mittenwald über Ochsenboden, 3 h
- Von der Bergstation der Karwendelseilbahn durch den Dammkartunnel und Abstieg über das hintere Dammkar, 1,5 h
- Von den Karwendel-Kaserne über untere die Kälberalm und Bankerl, 2 h

## Nachbarhütten und Übergänge
- Mittenwalder Hütte (1518 m) über den Ochsenbodensteig, 3 h
- Hochlandhütte (1623 m) über das Bankerl, 1 ½ h oder über den Predigtstuhl (für Geübte), 1 ½ h

## Gipfel
- Westliche Karwendelspitze (2385 m), 2 ½ h
- Nördliche Linderspitze (2372 m), 2 ¼ h
- Predigtstuhl (1921 m), ¾ h
- Viererspitze (2054 m) über vorderes Dammkar

## Karten
- Alpenvereinskarte AV 5/1, 1:25.000, Karwendelgebirge – Westliches Blatt
- Kompasskarte 26 – Karwendelgebirge